# Colegio Oficial de Enfermería de Navarra
El Colegio Oficial de Enfermería de Navarra es el colegio profesional de profesionales de la enfermería de la Comunidad Foral de Navarra.

## Sede
Este organismo tiene su sede principal en Pamplona. También de una delegación en Tudela.